# Eryngium multicapitatum
Eryngium multicapitatum är en flockblommig växtart som beskrevs av Thomas Morong. Eryngium multicapitatum ingår i släktet martornar, och familjen flockblommiga växter. Inga underarter finns listade i Catalogue of Life.